# Vandaalse Oorlog (439-442)
De Vandaalse Oorlog (439-442) was een militair conflict tussen het West-Romeinse Rijk en de Vandalen dat zich afspeelde in het westelijk Middellandse zeegebied. De belangrijkste hoofdrolspelers in dit conflict waren de Vandaalse koning Geiserik en de opperbevelhebber van het Romeinse leger Aëtius.

## Achtergrond
Enige jaren daarvoor waren de Vandalen onder leiding van Geiserik vanuit Spanje overgestoken naar Noord-Afrika, welke periode bekend staat als de Vandaalse verovering van Romeins Afrika. Deze verovering eindigde in een patstelling, omdat geen der betrokken partijen de eindoverwinning behaalde. Uiteindelijk werd in 435 een vredesregeling getroffen waarin de Vandalen afstand deden van de door hen veroverde Romeinse provincies  Mauretanië Tingitana, Mauretanië Caesariensis en Numidië. In ruil hiervoor kregen zij Africa toebedeeld, het rijkste deel van de Romeinse provincie Africa Proconsularis, waarbij zij akkoord gingen met de status van foederati van de Romeinen.

## De oorlog

### Aanleiding
Na het tekenen van de vrede in 435 was Geiseriks' ambitie voor meer macht niet verdwenen. In alle rust bereidde hij zich voor op een nieuwe oorlog. Toen het hem duidelijk werd dat Aetius, de opperbevelhebber van het Romeinse leger, al zijn aandacht moest richten om Gallië te behouden, eerst met het neerslaan van de opstand van de Bourgonden in 436  en vervolgens zijn handen vol had aan de Gotische oorlog, besloot Geiserik dat het tijd was om zijn plannen te verwezenlijken.

### De verovering van Carthago
Voor zover bekend had Geiserik het Romeinse leger in Afrika al tweemaal verslagen, in de slag bij Calama tegen Bonifatius en toen het versterkt was door troepen uit het oosten, dus het vertrouwen moet groot bij hem zijn geweest. Het is vrijwel zeker dat de oostelijke troepen in 439 met Aspar naar huis waren teruggekeerd. Bovendien is het niet bekend of de troepen die Bonifatius in de burgeroorlog naar Italië bracht om Aetius het hoofd te bieden, ooit naar Afrika werden teruggestuurd. Bijgevolg is het duidelijk dat Geiserik te maken kreeg met een zeer zwak leger in Afrika, maar wel een leger dat vanuit Italië versterkt zou kunnen worden als de oorlog tegen de Goten zou worden gewonnen.
Medio oktober 439 schond Geiserik het vredesverdrag met de Romeinen door zonder oorlogsverklaring de Romeinse provincie Byzacena binnen te vallen. Carthago, de derde grootste stad van de Romeinen werd op 19 oktober 439 zonder enige strijd ingenomen. Daarmee viel een deel van de Middellandse Zeevloot in handen van de Vandalen.  In Italië bracht dit nieuws de nodige vrees teweeg, want de steden Rome en Napels werden in een staat van verdediging gebracht  en Sigiswult, meester van soldaten, ondernam stappen om de kusten te bewaken. Aetius en zijn leger werden opgeroepen uit Gallië en de keizer Theodosius II bereidde zich voor om hulp te sturen.

### De aanval op Sicilië
Geiserik was mogelijk op de hoogte dat er in Italië voorbereidingen tegen hem waren getroffen, want hij concentreerde na de verovering van Carthago zijn aanval op Sicilië, waar hij  Panormus belegerde.  Hij slaagde er niet in de stad te veroveren, maar brandschatte wel het eiland en bezette mogelijk, hoewel niet zeker, de stad Lilybaeum. In het oostelijke deel van het Romeinse rijk werden aanzienlijke voorbereidingen getroffen om tegen de Vandalen ten strijde te trekken. Vanwege deze dreiging keerde Geiserik zijn vloot in 440 terug naar Afrika. Prosper schrijft zijn terugkeer naar Afrika toe aan een aanval op Carthago door Sebastianus (de schoonzoon van Bonifatius), die Afrika vanuit Spanje aanviel. Deze Sebastianus oppereerde  mogelijk in opdracht van Theodosius.

### De Romeinse tegenaanval
Het volgende jaar had Theodosius een groot marine-eskader klaargemaakt dat naar het westen zeilde, met als doel Carthago van de Vandalen te bevrijden. Prosper schrijft dat de keizerlijke vloot onder bevel stond van drie generaals, Areobindus, Ansila en Germanus  Deze expeditie arriveerde in 441 op Sicilië waarna het eiland gezuiverd werd van Vandalen. In afwachting van de keizerlijke vloot stuurde Geiserik onderhandelaars om over vrede te spreken. Dit diplomatiek overleg nam veel tijd in beslag, en in de tussentijd dwong een invasie van de Hunnen Theodosius om zijn vloottroepen terug te halen. De keizers waren dus beperkt om een nadelige vrede te sluiten.

## Vredesbesprekingen
Uiteindelijk werd in 442 een nieuw vredesverdrag gesloten. Het Verdrag van 442 verving het oude verdrag uit 435 en verdeelde Afrika opnieuw tussen de twee machten. Voor de Vandalen viel het voordeliger uit, het West-Romeinse rijk behield de provincies van Tripolitania, Mauretania sitifensis, Mauretanië Caesariensis en een deel van Numidia, terwijl de Vandalen zich meesters mochten noemen van de rest van die provincie en geheel Africa Proconsularis met inbegrip van Byzacena. 
Aetius had er alle belang bij dat het westen goede relaties met Geiserik onderhield, om daarmee te voorkomen dat deze een voorwendsel had voor aanvallen op Sicilië, of Sardinië, of Italië zelf. Men vermoedt dat hij Valentinianus wist over te halen  in te stemmen met de verloving tussen zijn oudste dochter Eudocia, en de zoon van Geiserik Hunerik. Het is zeer waarschijnlijk dat deze regeling al ten tijde van het opstellen van het verdrag overwogen werd. Maar Hunerik was al getrouwd met de dochter van de Visigotische koning Theoderik. Desalniettemin was het bestaande huwelijk met de Gotische prinses geen belemmering. Een voorwendsel om van haar af te komen was gemakkelijk te vinden. De prinses werd ervan beschuldigd Geiserik te hebben willen vergiftigen. Ze werd hiervoor gestraft door verminking van haar gezicht, zonder oren en neus  werd ze teruggestuurd naar haar vader. Het incident leverde een onsterfelijke vijandschap op tussen deze koningen. Theoderik I zocht al snel een nieuwe bondgenoot door een andere dochter uit te huwelijken aan Rechiar, koning van de Sueven (449).

## Nasleep en gevolg
Voor de Romeinen was het afstaan van de rijke provincie Africa Proconsularis een grote aderlating. Het westen raakte ermee haar graanleveranties uit Africa kwijt, maar nog veel belangrijker ook de belastingopbrengsten, waarmee het onder meer haar dure leger van bekostigde.  Het is niet bekend of het Verdrag van 442 ook voorzag in een regeling om Italië te voorzien van graan. Desalnietteming gaat men ervan uit dat deze wel werden gecontinueerd. Het was duidelijk in het belang van de nieuwe eigenaren om het graanoverschot naar de Italiaanse markten te sturen.
Na de verovering van Carthago werden de meeste landeigenaren die deel uitmaakten van de Romeinse senatoriale klasse gedwongen de kusten van Afrika te verlaten, sommigen zeilden naar Italië, anderen zochten hun heil in het oosten.In de andere delen van zijn rijk lijkt Geiserik dergelijke extreme maatregelen niet te hebben genomen. Hij vond het voldoende om de koninklijke hoofdstad en de centrale provincie veilig te maken.